# Martha McSallyová
Martha McSallyová (McSally, * 22. března 1966 Warwick, Rhode Island) je americká politička za Republikánskou stranu. Od roku 2015 až do konce svého druhého dvouletého období, tedy do 3. ledna 2019, byla poslankyní Sněmovny reprezentantů za druhý okrsek státu Arizona. Ve volbách do Kongresu USA dne 6. listopadu 2018 kandidovala do Senátu Spojených států na místo po republikánovi Jeffu Flakeovi. Nebyla sice zvolena, stala se však přesto senátorkou poté, co ji do úřadu jmenoval guvernér Arizony na místo rezignujícího Jona Kyla.

## Vojenská kariéra
Před kariérou v politice sloužila McSallyová 22 let v Letectvu Spojených států amerických jako stíhací pilotka. Dosáhla hodnosti plukovníka a byla první pilotkou účastnící se bojových letů od roku 1991, kdy to bylo ženám v americkém letectvu dovoleno. Létala na letounech Fairchild A-10 Thunderbolt II nad Irákem a Kuvajtem v roce 1995 v rámci operace Jižní hlídka, jejímž smyslem bylo vynucení bezletové zóny. V roce 1999 byla převelena do Evropy v rámci operace Spojenecká síla.
V roce 2001 se úspěšně soudila se svým nadřízeným ministerstvem obrany USA (případ McSally v. Rumsfeld) kvůli nesouhlasu s nařízením, podle kterého americké vojačky na misích v Saúdské Arábii musely mít při cestách mimo vojenskou základnu na sobě oblečenou abáju.

## Politická kariéra

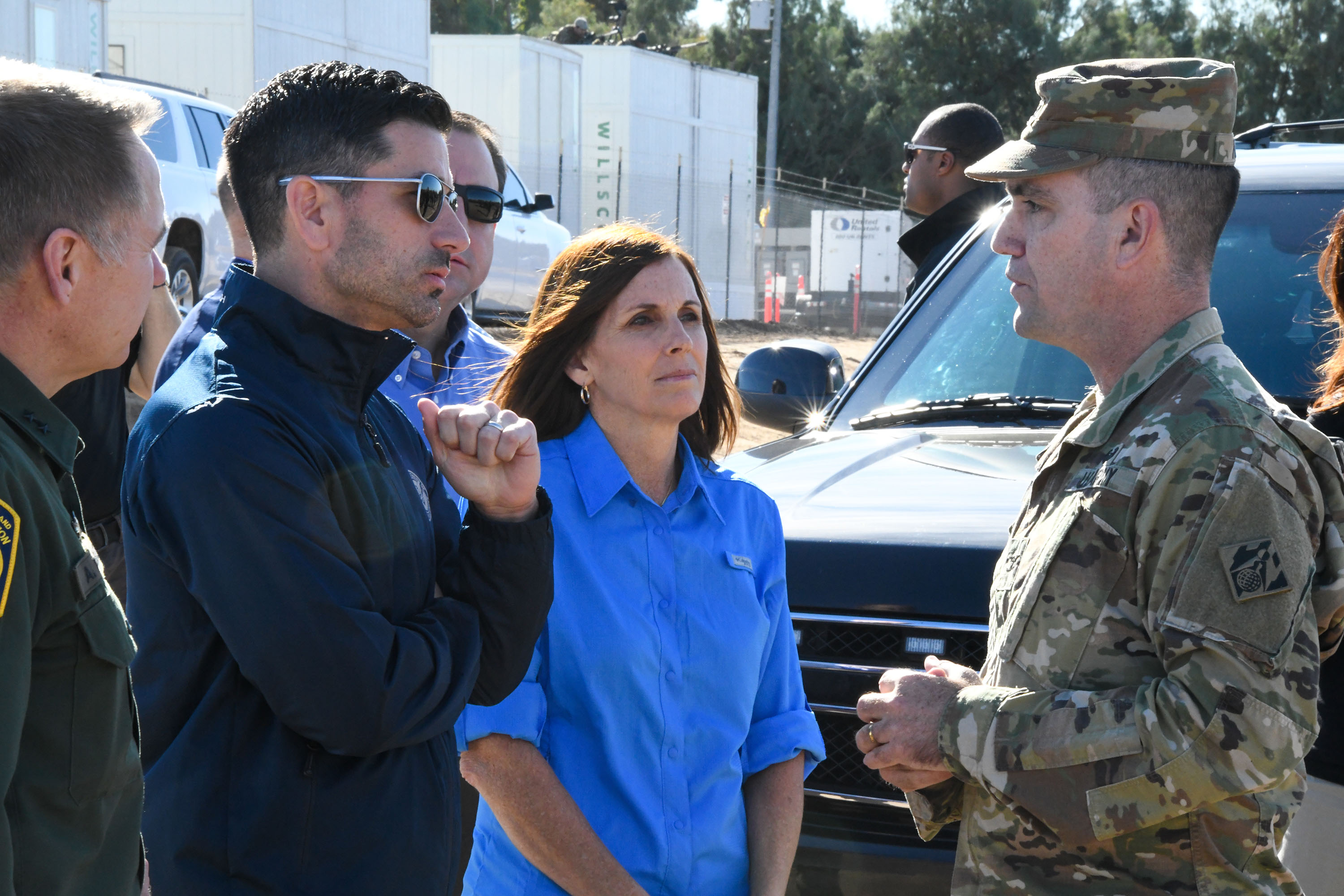
McSallyová spolu s úřadujícím ministrem vnitřní bezpečnosti Chadem Wolfem prohlíží systém hraniční zdi v Yumě. (leden 2020)

V roce 2018 McSallyová kandidovala do Senátu Spojených států za Arizonu na místo dříve zastávané republikánem Jeffem Flakem. Její protikandidátkou byla tehdejší poslankyně Sněmovny reprezentantů USA, 42letá Kyrsten Sinemová, za Demokratickou stranu. Prognózy řadily tento souboj v rámci voleb do Senátu v roce 2018 mezi nejvyrovnanější. McSallyová boj o senátní křeslo se Sinemovou nakonec prohrála. Přesto se 3. ledna 2019 členkou Senátu USA díky jmenování guvernérem Arizony Dougem Duceyem stala, poté, co se po rezignaci Jona Kyla uvolnilo senátorské křeslo po zemřelém Johnu McCainovi. Ve volbách do Senátu v roce 2020 byla poražena demokratickým vyzyvatelem, bývalým astronautem Markem Edwardem Kellym.